# Гуньков, Иван Александрович
Иван Александрович Гуньков (1913 год, село Алтайское — 1984 год) — бригадир колхоза имени Мичурина Алтайского района Алтайского края. Герой Социалистического Труда (1948).

## Биография
Родился в 1913 году в бедной крестьянской семье в селе Алтайское. Получил начальное образование. С 1930 года работал ездовым в колхозе имени Мичурина Алтайского района. С 1934 по 1937 года служил в Красной Армии. После армии работал бригадиром полеводческого звена в колхозе имени Мичурина. С 1941 года участвовал в Великой Отечественной войне. В 1944 году получил серьёзное ранение и, демобилизовавшись, возвратился в родное село, где продолжил работать бригадиром полеводческого звена.
С 1945 года бригада Ивана Гунькова ежегодно получала высокие урожаи зерновых, в среднем по 15 — 20 центнеров с каждого гектара. В 1947 году бригада получила на участке площадью 110 гектаров в среднем с каждого гектара по 31 центнера озимой ржи, 24 центнера озимой пшеницы и 26 центнеров махорки. Указом Президиума Верховного Совета СССР от 4 марта 1948 года за получение высоких урожаев ржи при выполнении колхозом обязательных поставок и контрактации по все видам сельскохозяйственной продукции, натуроплаты за работу МТС в 1947 году и обеспеченности семенами зерновых культур для весеннего сева 1948 года удостоен звания Героя Социалистического Труда с вручением ордена Ленина и золотой медали «Серп и Молот».
С середины 50-х возглавлял садоводческую бригаду. По его инициативе колхоз увеличил садовые посадки с 35 до 500 гектаров в 1965 году. Бригада под руководством Ивана Гунькова увеличила урожайность фруктов с 665 центнеров в 1959 году до 25 тысяч центнеров яблок в 1970 году.
В 1965 году вступил в КПСС.
В 1973 году вышел на пенсию. Скончался в 1984 году.

## Награды
- Герой Социалистического Труда — указом Президиума Верховного Совета СССР от 4 марта 1948 года
- Орден Ленина
- Медаль «За отвагу»
- Медаль «За боевые заслуги»